# Katrine Madsen
Katrine Madsen (født 7. marts 1972 i Århus) er en dansk jazz-sangerinde, komponist og underviser.
Hun studerede på Det Jyske Musikkonservatorium i Århus. I 1994 dannede hun gruppen Swing Quintet som debuterede med I'm Old Fashioned i 1996, som blev fulgt op af Dream Dancing i 1997
. Hun har også medvirket i Ed Thigpens Ed ThigPen Rhytm Features, har turneret med Lars Møller på saxofon, Jan Lundgreen på klaver, Jesper Bodilsen på bas og Morten Lund på trommer i forskellige sammenhænge.   I foråret 2000 medvirkede hun i DR's tv serie Edderkoppen som natklubsangerinde, hvor hun også medvirkede på soundtracket. Samme år udkom albummet My Secret som fik gode anmeldelser
.  På hendes turné i forbindelse med My Secret blev hun akkompagneret af guitaristen Jacob Fischer og bassisten Jesper Bodilsen.  

Katrine Madsen har flere gange arbejdet sammen med Svenske musikere. På udgivelsen af Magic Night fra 2001 allierede hun sig med det stockholmske orkester Bohuslän Big Band, hvilket også førte til en turne i Skandinavien. Hun har også sunget med Claes Crona Trio og Svante Thuresson.
Om Katrine Madsen skrev Dagbladet Information i april 2003:
Hun har stil, [...]. Ingen tvivl om det. En sangerinde, der siden midt i 90erne fortrinsvis har følt sig kaldet ind i den klassiske amerikanske jazztradition med romantiske ballader som speciale. Hertil egner hendes mørke, luftige røst og milde, tilbagelænede stil sig, der giver mindelser i retning af Shirley Horn, Ruth Cameron og Anita ODay. Og som den store jazzvokaltradition byder, har hun tillagt sig et skrøbeligt vibrato, der får hende til at lyde ældre og mere gammeldame-agtig; en affekteret kvalitet [...]. Debutalbummet fra 1996 var da også en programerklæring med titlen Im Old Fashioned.

På det sjette album Close to you blev der skruet ned for den store bigbandlyd til fordel for et mere intimt musikalsk rum. Pladen samlede igen Madsens sædvanlige rytmegruppe med Jesper Bodilsen og Morten Lund. Denne gang blev de suppleret af Bodilsens og Lunds faste triopartner pianisten Stefano Bollani og af saxofonisten Hans Ulrik og den svenske trompetist Mårten Lundgren. Her binder Madsen an med gamle standards som Ellingtons In a sentimental mood, Burt Bacharachs Close to you, og Lennon/McCartneys And I love her. Albummet var nomineret til en Danish Music Award Jazz som årets vokaludgivelse 2005.
På udgivelsen Box of Pearls fra 2005 allierede Katrine Madsen sig igen med Claes Crona Trio og Svante Thuresson til en samling vokalduetter. Dette studiealbum blev nomineret som årets vokaludgivelse til Danish Music Award Jazz i 2006.
Hun har turneret over store dele af verden – Asien, Australien, Europa og USA.

## Diskografi
CD'er i eget navn:
- 1996 - I'm Old Fashioned. Music Mecca Records
- 1997 - Dream Dancing. Music Mecca Records.
- 1999 - You Are So Beautiful (med Ed Thigpen Trio). Music Mecca Records
- 2000 - My Secret (kvartet feat. Lars Møller). Music Mecca Records.
- 2002 - Magic Night (med Bohuslän Bigband). Music Mecca / FAMILY Music Productions.
- 2004 - Close To You (med Stefano Bollani, Jesper Bodilsen og Morten Lund). Nomineret til Danish Music Award 2005.
- 2006 - Supernatural Love (med bl.a. Ulf Wakenius).
- 2009 - Simple Life (med bl.a. Joakim Milder, Henrik Gunde Pedersen, Jesper Bodilsen, Jonas Johansen, Morten Lund og Ole Kibsgaard)

Desuden medvirkende på:
- 1999 - A Tribute To Love (Richard Boone)
- 2000 - Edderkoppen soundtrack.
- 2002 - Gershwin & More (Baker Boys)
- 2002 - Live in Stockholm (Svante Thuresson)
- 2003 - We Are Povo (POVO)
- 2003 - Box Of Pearls (Svante Thuresson). Nomineret til Danish Music Award 2006.

## Trivia
Hun bor på Frederiksberg, København og synger ofte i forbindelse med Copenhagen Jazz Festival.
Hun har været gift med jazzmusiker Jesper Bodilsen (bas).

## Eksterne Henvisninger
- Officiel hjemmeside: katrine-madsen.dk